# Щеков
Щеков (укр. Щоків) — село в Варашской городской общине Варашского района Ровненской области Украины. Село расположено на правом берегу реки Стыр. Население по переписи 2001 года составляло 256 человек. Почтовый индекс — 34352. Телефонный код — 3634. Код КОАТУУ — 5620889103.